# 袱紗
袱紗（ふくさ）

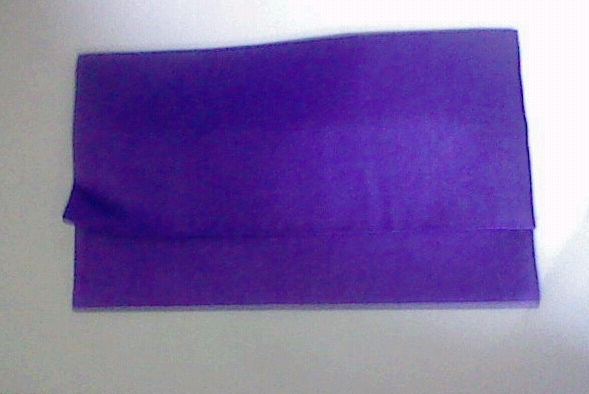
紫色の袱紗

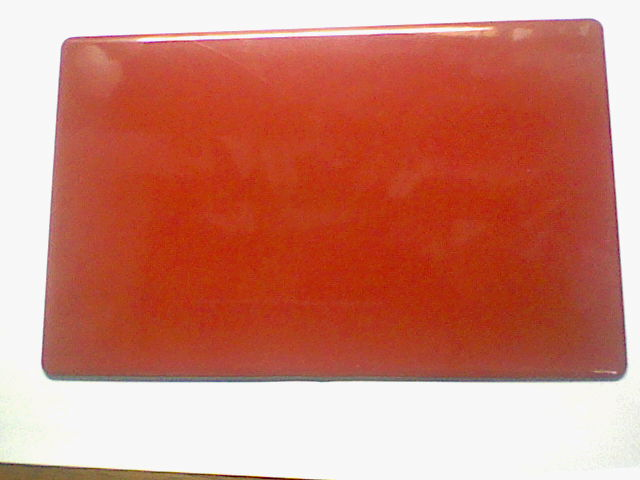
慶事に用いる袱紗盆

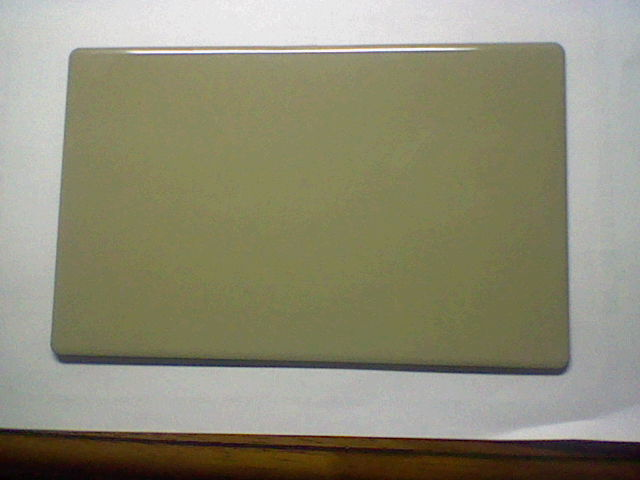
弔事に用いる袱紗盆

1. 絹、縮緬などで一重または表裏二重に作り、無地や吉祥柄などの刺繍を施したもの。物を包んだり（包み袱紗）、進物の上に掛けたりする（掛け袱紗）方形の儀礼用絹布。本項で説明。
2. 茶道で茶道具を拭い清めたり、茶碗その他の器物を扱うのに用いるおよそ縦9寸、横9寸5分の絹布。帛紗。
3. 糊を引いていない柔らかい絹。
4. 他の語に冠して用いる、本式でないもののことを指す語。
5. 和菓子の一種。つやふくさ。
6. 料理用語。例として、袱紗仕立て（2種類の味噌を使った汁）。袱紗卵（具の入った柔らかな卵焼き）。本膳料理を簡略化したものを袱紗料理と呼ぶ[1]。

袱紗（ふくさ）とは贈り物の金品などを包んだり、覆うのに使用する方形の布である。小さい物を帛紗（ふくさ）と表記する。

## 概要

### 由来
袱紗は元々は貴重品などが収蔵された箱上に掛けられていた風呂敷である。その風呂敷が贈答品を運ぶ時の汚れや日焼け防止として用いられるようになり1枚の布地から裏地付きの絹製で四方に亀房と呼ばれる房付きのものに変わり、慶弔行事の金品を贈る時の儀礼や心遣いとして広蓋（黒塗りの盆）と併せて用いられるようになった。 

### 意味
包装・覆いとしての実用性を超えて、熨斗袋の水引がくずれたり袋が皺になることを防ぐ心遣い、また先方の心中や祭礼を重んじ、喜びや悲しみを共にする気持ちを示す意味を持つ。熨斗袋で金封し、さらに袱紗で包むことで、礼節と肌理細やかな心遣いを示す。

### 形状
袱紗は一般にちりめんや絹製の風呂敷より小さく包む対象も小さい正方形の布で色は進物用に使用される色である紫だけが慶事弔事兼用であり、角の1つには紐と止め具がある場合がある。

### 用途
現在ではおもに冠婚葬祭において、熨斗袋（祝儀袋・不祝儀袋）を包む用途などに使用される。
横綱土俵入りの際に太刀持ちは陣太刀の鞘の切っ先部分を紫色の袱紗で包んだうえで持つ。
衆議院解散の伝達では紫の袱紗が用いられる。このことから、衆議院解散を「紫の袱紗」と称することがある。

## 種類
- 袱紗 - 亀房付きの絹製風呂敷に広蓋をあわせた物
  - 掛け袱紗
- 帛紗 - 袱紗より小さいふくさ
  - 台付き帛紗
  - 帛紗 - 小風呂敷・手帛紗ともいう。
  - 簡易帛紗 - 財布状のもので下記のような物がある。
    - 金封帛紗
    - 挟み帛紗

## 作法

### 一般

#### 台付き袱紗
先方の目前で袱紗を開いて金封を取り出し袱紗から外した台（盆の代用）の上に金封を乗せて差し出し、金封は必ず先方に向け（金封の下部を先方に向け）て、台を畳の上を滑らすようにして差し出す。 

##### 慶弔
台は両面が色違いになっていて祝い事とお悔やみ事に使い分けられるようになっている、お祝い事の場合は赤色を表になるようにお悔やみ事の場合は緑色が表になるようにする。 

#### 台のない袱紗
台の代わりに袱紗を折りたたみその上に金封を乗せて差し出す。 

#### 簡易袱紗
台のない袱紗同様に袱紗の上に乗せて差し出す。

### 国会
- 国会では天皇の詔書を包むのに使用される。
- 国会で袱紗を見る場面で多いのは解散のときである。天皇による解散詔書の写しと内閣総理大臣の伝達書は紫の袱紗に包み黒の漆塗りの盆に乗せられ、内閣官房長官が衆議院本会議場へ運び事務総長を経て衆議院議長へ渡される。

## 祝儀・不祝儀

### 包み方
熨斗袋を包む場合は結婚式などの慶事には右前に包み、葬儀など弔事には左前に包む。
- 祝儀袋の包み方 - 祝儀袋を中心より少し左の方へ寄せておき左側を中に折り込み上側をたたみ、次に下側をたたみ右側を折り裏へ折り返す（左の上下に小さく三角形ができる）。
- 不祝儀袋の包み方 - 不祝儀袋を中心より少し右の方へ寄せておき右側を中に折り込み下側をたたみ、次に上側をたたみ左側を折り裏へ折り返す（右の上下に小さく三角形ができる）。

### 色
- 祝儀 - 紫色・赤色・朱色・エンジ色等赤系統色
- 不祝儀 - 紫色・緑色・紺色・藍色・鼠色等青系統色

尚、紫色に関しては、慶弔共通で使用が可能である。

### 柄・模様
- 祝儀 - 鶴・亀・亀甲・梅・竹・松・鳳凰・扇・おしどり
- 不祝儀 - 蓮・菊・蘭

尚、シーンを選ばずに使えることから、無地を選ぶのが基本である。